# カメイロスのペイサンドロス
ペイサンドロス（古希: Πείσανδρος, Peisandros）あるいはカメイロスのペイサンドロスは、紀元前640年頃のロドス島のカメイロス出身の叙事詩人である。ロドスのペイサンドロスとも言われる。

## 概要
『スーダ』によるとペイソンとアリスタイクマの子で、不確かながらも『スーダ』のいくつかの情報源はペイサンドロスをヘシオドスよりも年上と伝えていた。彼はヘラクレス伝説を扱った叙事詩『ヘラクレイア』（Ἡράκλεια, Hērakleia）の作者として知られている。ペイサンドロスに関する最古の言及であるテオクリトスのエピグラムによると、ペイサンドロスはヘラクレスの武勲の数々を詩で歌った最初の詩人であった。ペイサンドロスの著作については他にアテナイオス、ストラボン、パウサニアスらが言及している。『スーダ』によると全2巻の小粒な作品ではあったが、英雄時代の古い鎧に代わってライオンの毛皮と棍棒を持たせることによって、ヘラクレスの服装に新しい概念を導入した。ヘラクレスの難行の数を12に定めたとも言われている。またペイサンドロスはヘラクレスが退治した怪物ヒュドラーの恐ろしさを増すために多頭の怪物に変えた。12の難行の後半が2巻目で語られていたことを伝える断片から、内容は主に12の難行で占められていたことが分かるが、その他にもいくつかの余録とトロイア遠征が含まれていた。2世紀頃のアレキサンドリアのクレメンスの著作『ストロマテイス』によれば、この作品はリンドスのピシノスの現存しない作品から盗作したに過ぎず、アレクサンドリアの批評家が作者を叙事詩の真作に認めたほど高い評価を得ていた。またテオクリトスは彼の故郷の人々がペイサンドロスを記念して詩人の銅像を建立したたことを伝えている。